# Гиперфосфатемия
Гиперфосфатемия — нарушение электролитного баланса, при котором наблюдается повышенный уровень фосфата в крови. У большинства людей симптомы отсутствуют, но у некоторых развиваются отложения кальция в мягких тканях. Часто также наблюдается низкий уровень кальция в крови, что может привести к мышечным спазмам.
Среди причин заболевания — почечная недостаточность, псевдогипопаратиреоз, гипопаратиреоз, диабетический кетоацидоз, синдром лизиса опухоли и рабдомиолиз. Диагноз обычно ставится на основании показателя уровня фосфата в крови выше 1,46 ммоль/л (4,5 мг/дл). Если уровень фосфата превышает 4,54 ммоль/л (14 мг/дл), состояние считается тяжёлым. Уровни фосфата могут выглядеть ложно завышенными при высоком уровне липидов, белка или билирубина в крови.
Лечение может включать диету с низким содержанием фосфатов и приём антацидов, таких как карбонат кальция, которые способствуют связыванию фосфатов. В отдельных случаях может применяться внутривенное введение физиологического раствора или диализ. Насколько часто случается данное заболевание, неизвестно.